# Gloeocantharellus
Gloeocantharellus — рід грибів родини Gomphaceae. Назва вперше опублікована 1945 року.

## Поширення та середовище існування
Види цього роду здебільшого зустрічаються в тропічних та субтропічних районах.

## Класифікація
Згідно з базою MycoBank до роду Gloeocantharellus відносять 11 видів:
- Gloeocantharellus corneri
- Gloeocantharellus dingleyae
- Gloeocantharellus echinosporus
- Gloeocantharellus lateritius
- Gloeocantharellus mamorensis
- Gloeocantharellus novae-zelandiae
- Gloeocantharellus okapaensis
- Gloeocantharellus pallidus
- Gloeocantharellus persicinus
- Gloeocantharellus purpurascens
- Gloeocantharellus uitotanus